# Xanthorhoe bifulvata
Xanthorhoe bifulvata är en fjärilsart som beskrevs av W. Warren 1906. Xanthorhoe bifulvata ingår i släktet Xanthorhoe och familjen mätare. Inga underarter finns listade i Catalogue of Life.